# Ksiądz Jan

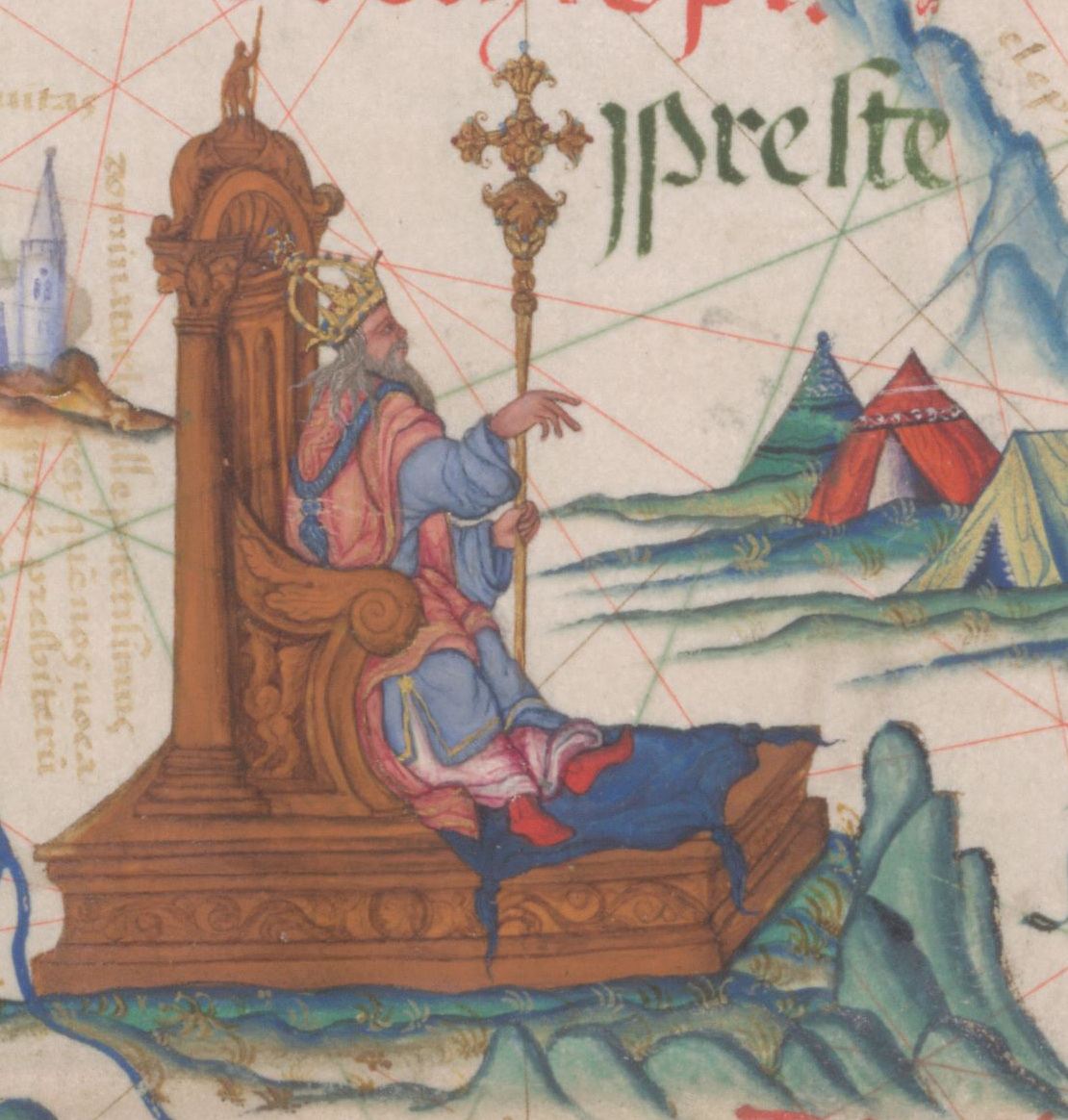
Ksiądz Jan

Ksiądz Jan (król Jan, Prezbiter Jan, Wielki Król) – według XII-wiecznej legendy władca zaginionego chrześcijańskiego królestwa w Indiach lub Afryce.

## Pochodzenie legendy
Legenda o królestwie Księdza Jana zapoczątkowana została w XII wieku przez sprawozdania z podróży „arcybiskupa Indii” do Konstantynopola oraz „Patriarchy Indii” do Rzymu za pontyfikatu papieża Kaliksta II (1119–1124). Ich sprawozdania nie są potwierdzone, dowody o ich wizytach pochodzą z drugiej ręki.
Jedynym konkretem jest list, tzw. „List Jana Prezbitera”, uznawany za fałszerstwo, napisany rzekomo do cesarza bizantyjskiego, Manuela I Komnena (1143–1180), przez króla Indii Prezbitera Jana. List ten, który pojawił się w roku 1165, opisywał niezliczone cuda i bogactwa nieznanego chrześcijańskiego królestwa, czym zawładnął wyobraźnią Europejczyków. List był rozpowszechniany przez stulecia w coraz bardziej upiększonej formie, a wkrótce po wynalezieniu druku został wydany w formie drukowanej, nie tracąc na aktualności w epoce wielkich odkryć geograficznych. Podczas drugiej krucjaty wierzono, że Król Jan przybędzie z pomocą do Ziemi Świętej i wyzwoli Palestynę spod panowania muzułmanów.

## Poszukiwania i domniemane królestwa Księdza Jana
Wiara w królestwo Księdza Jana była tak rozpowszechniona, że papież Aleksander III zdecydował się wysłać do niego list przez swego emisariusza, papieskiego lekarza Filipa (27 września 1177 r.). Po Filipie zaginął jednak wszelki ślad. Po nim różni podróżnicy rozpoznawali legendarne królestwo w kilku różnych plemionach Azji, lecz począwszy od XIV w. umiejscawiano je w Afryce, a w XV i XVI w. uznano, że chodzi o chrześcijańskie królestwo Etiopii. Jan Prezbiter był często uznawany za potomka Magusa lub św. Tomasza, który rzekomo założył pierwszy (i tym samym bardziej „czysty”) kościół w Indiach. Podczas najazdu Mongołów na Palestynę w XIII w. chrześcijanie zamieszkujący pozostałości państwa krzyżowców wierzyli też, że Czyngis-chan to właśnie Jan Prezbiter, przybywający wyzwolić ich od muzułmanów.
Inne możliwe pochodzenie Jana Prezbitera to Toghrul-chan, nestoriański chan pokonany przez Czyngis-chana. Za pierwowzór Księdza Jana bywa też uważany Yelü Dashi (1124–1144), władca Karakitanów. Być może chodzi o któregoś władcę państwa Ujgurów, gdzie nestorianie mieli znaczną swobodę i wpływy.

## Konotacje w kulturze
W komedii Wiele hałasu o nic Szekspira pojawia się stwierdzenie: zdjąć miarę z nogi Księdza Jana, oznaczające rzecz, która jest niemożliwa do wykonania.
Poszukiwania królestwa Księdza Jana stanowią ważny wątek fabularny powieści Umberto Eco Baudolino z 2000 r.